# Полоцкая тетрадь

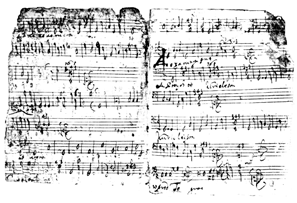
Полоцкая тетрадь, страницы 59—60

Полоцкая тетрадь (бел. Полацкі сшытак), также известная как Остромечевская рукопись (бел. Астрамечаўскі рукапіс) или Рукопись 127/56 Ягеллонской библиотеки (пол. Rękopis 127/56, Biblioteki Jagiellońskiej) — белорусско-польский рукописный памятник художественной культуры XVII века, сборник бытовой музыки анонимных авторов, который насчитывает более 200 канцон и танцев эпохи Ренессанса и раннего барокко восточно-европейского и западного происхождения.

## История
По данным специалистов, тетрадь была составлена в 1640-х — 1670-х годах, хотя некоторые произведения датируются 1591 годом. Считалась частью униатского служебника Великого Княжества Литовского. После Второй мировой войны среди имущества, вывезенного из Германии, оказалась и эта рукопись, которая в 1956 году попала в библиотеку Ягеллонского университета г. Краков. В 1962 году её нашёл исследователь белорусской культуры А.И.Мальдис. В дальнейшем эту рукопись расшифровал и исследовал польский музыковед Ежи Голос, под редакцией которого сборник был издан в Польше в 1970 году. Название сборника, по мнению А.И.Мальдиса, объясняется тем, что тетрадь ранее принадлежала епископу униатской церкви из Полоцка, а сама была составлена в деревне Остромечево на Берестейщине.

## Описание
Произведения записаны на пяти линейках круглыми итальянскими нотами. Насчитывается более 200 произведений в оригинальном сборнике, в том числе 60 вокальных и инструментальных с ярко выраженными чертами барокко. Большая часть произведений двухголосны, хотя встречаются трёхголосные и одноголосные пьесы. Исполнительский состав не указан. Произведения могут исполняться различными инструментами. Встречаются как мажорные и быстрые танцевальные пьесы, так и минорные и напевные.
В 2016 году «Полоцкая тетрадь» была издана санкт-петербургским издательством «Более другое». Произведения были аранжированы Мариной Махориной специально для блокфлейты: в сборник вошли те пьесы, которые были расшифрованы и аранжированы для блокфлейты сопрано, некоторые были пропущены по причине их почти полного повторения в других пьесах. Название пьес частично были оставлены как в оригинале, а частично названы в соответствии с жанром. Некоторые из длинных названий были сокращены, а некоторые изменены из-за невозможности расшифровать их. Первой в сборнике стоит пьеса «Witany».

## Исполнение
- Произведения «Полоцкой тетради» вошли в партитуры белорусской, польской и немецкой музыки. Ныне они исполняются на фестивалях старинной камерной музыки и представляются как образцы польской музыки XVII века[6].
- Название «Полоцкая тетрадь» закрепилось благодаря группе «Кантабиле», впервые исполнившей музыку из сборника и предложившей озаглавить нотную тетрадь именно так.
- «Полоцкая тетрадь» — одна из концертных программ хореографического ансамбля «Хорошки».
- В альбом «Santa Maria» (2013 год) белорусской группы средневековой музыки «Стары Ольса» вошли следующие песни из «Полоцкой тетради»: «Balkano», «Nuovo», «Ciupa», «Pasterz», «Sliczna kwiecie», «Tryton» и «Cantario»[7].